# Moros i Cristians d'Oriola
Els Moros i Cristians d'Oriola (coneguts també com a Festes de la Reconquesta) és una de les festes més conegudes d'aquesta localitat que rememoren la reconquesta d'Oriola del domini sarraí per les tropes de Jaume II d'Aragó, ocorreguda al segle xiii.
Amb uns 8 dies de durada, aquestes festes es realitzen al voltant del 17 de juliol, dia en què es va produir la Reconquesta. Des de juny de 2017 les festes tenen la consideració d'Interés Turístic Nacional.

## Història
El 1296 (1242 o 1243 segons altres fonts) Jaume II d'Aragó conquista la ciutat d'Oriola, que estava sota el domini dels musulmans, i aquesta passa al Regne de València, dins de la Corona d'Aragó.
Des d'aquest any, cada 17 de juliol la bandera d'Oriola, la Gloriosa Ensenya de l'Oriol, és passejada per tota la ciutat per commemorar la victòria cristiana. Abans de finalitzar el segle XIV el concejo d'Oriola demana al prelat de Cartagena permís per poder celebrar la festa de la reconquesta. El prelat de Cartagena, Don Fernando de Pedrosa, accepta i comencen a celebrar-se les festes, doncs es té constància de celebracions l'any 1400.
El 9 d'abril de 1609, Felipe III de Castella signa el decret d'expulsió dels moriscos. Amb aquesta expulsió es van deixar gradualment de recrear les batalles entre els moros i els cristians, on els primers eren vençuts i conduïts amb cadenes fins a la catedral d'Oriola i d'allí a l'església de les Santes Justa i Rufina, on se celebrava una missa commemorativa. Després de segles en els quals únicament la Reconquesta era commemorada amb l'eixida de l'estendard de l'Oriol cada 17 de juliol.

### Les desfilades en l'actualitat
El dia 4 de maig de 1974, cinc persones (Francisco Tormo de Haro, Antonio Giménez Lozano, Pedro de Vicente Bailén, Claudio Sarabia Serna i Andrés Serna Muñoz) es reuneixen en la rebotiga d'una llibreria oriolana i coincideixen tots en la necessitat de crear una festa que commemorara la major esplendor del dia de la Reconquesta. Es van crear cinc agrupacions festeres (Cruzados de Cristo, Cruzados del Pilar, Armengoles, Acequianos i Caballeros del Rey Teodomiro), repartides en cinc sectors de la ciutat, que van agrupar quatre comparses cadascuna d'elles, dues mores i dues cristianes. Aquestes agrupacions, hui desaparegudes, van servir d'ajuda per a l'actual organització i coordinació de la festa.
Des daleshores, el nombre d'actes i celebracions no ha deixat de créixer, especialment en assistents. El 15 de juliol de 2010 la festa va ser declarada d'Interés Turístic Comunitari, la màxima distinció de la consellería de Cultura del País Valencià, necessària per a la seua tramitació com a festa d'Interés Turístic Nacional.

## Comparses
Com el nom de les festes indica, hi ha dos bàndols, el bàndol moro i el bàndol cristià.
El bàndol cristià està compost per huit comparses:

### Caballeros de Santiago
La comparsa Caballeros de Santiago es va fundar al juny de 1990. Els seus colors oficials són el blanc i roig.

### Seguidores de Arun y Ruidoms
La comparsa Seguidores de Aruns y Ruidoms es va fundar el 1976. Aleshores la Comparsa es denominava "Marinos Corsos" i es trobava integrada dins de la ja desapareguda Agrupació "Cruzados de Cristo". Els seus colors oficials són el blau i blanc.

### Contrabandistas
La comparsa Contrabandistas va ser fundada l'any 1974 per un grup de joves. Aleshores es trobava integrada dins de la ja desapareguda Agrupació "Los Armengoles", encara que va ser ne 1975 quan va quedar totalment formada.
Els seus colors oficials són blanc, negre i roig.

### Caballeros del Rey Fernando
A la Plaça de Santiago, un dels llocs més típics de la ciutat, té la seua seu la Comparsa Caballeros del Rey Fernando.
Els seus colors oficials són el granat i el verd fosc.
La comparsa es va fundar l'any 1974. Se situa en un castell, antic edifici del segle xviii que, a poc a poc, s'està restaurant.

### Caballeros Templarios
La comparsa Caballeros Templarios es va fundar el 2001. Desfila per primera vegada l'any 2002. Els seus colors oficials són el blanc amb creu roja al pit.

### Caballeros de Tadmir
Comparsa nascuda l'any 1975 dins de l'Agrupació Caballeros del Rey Teodomiro. Se li va posar per nom "Caballeros de Tadmir" i va estar composta al principi per nou xiques i onze xics. Les dones van desfilar amb vestits que no corresponien a l'època de Teodomir, sí a la medieval, amb la sola finalitat de donar major colorit, riquesa i majestuositat a la festa. Els homes ho van fer amb vestit a quadres verds i negres, amb l'escut de les barres d'Aragó i l'ocell Oriol.
Va desfilar la comparsa per primera vegada al juliol de 1975, encapçalada pel seu guió, de vellut blanc de fons i una creu, de color roig i mateix teixit, sobreposada.
És una de les poques comparses que tenen himne propi, compost pel conjunt musical "Sui Géneris" l'any 1981 i instrumentat per a banda de música per Manuel Moya el 1986. L'obra musical acompanya en la presentació i recollida de càrrecs festers.

### Caballeros del Oriol
Aquesta comparsa té els seus orígens al mes de juny de 1974. Uns quants oriolans van decidir crear una festa de moros i cristians amb caràcter de barriada.
Estava formada per xics de 12 a 16 anys que van eixir al carrer amb vestits i útils de la centúria romana, fent una desfilada i lluint per primera vegada el nom de la comparsa.
Aquests xics van ensopegar amb el problema dels vestits per a la comparsa pel desemborsament econòmic que suposaven. Aleshores, van sorgir homes voluntariosos del Rabaloche que van decidir fer-se càrrec de la mateixa i donar-li ja un caràcter formal i seriós. Aquests ciutadans es van reunir per primera vegada la nit del 17 d'abril de 1975.
D'aquesta cita va eixir triada la primera junta directiva i el ferm propòsit de fer una gran comparsa.
Finalment, el 1975 va ser acabat i exposat al públic el primer vestit d'aquesta comparsa, tant el d'homes com el de dones, en l'exposició que la Junta Central va celebrar.

### Piratas Bucaneros
Aquesta comparsa va ser fundada el 1974 i va ser la segona comparsa de cristians amb nom de Pirates que van desfilar a les primeres festes.
Per poder participar es va haver de treballar molt a l'hora de buscar diners a força de rifes i donatius. Així es va poder contractar una banda de música i vestits.
La comparsa gaudeix en l'actualitat de vestits propis i armament metàl·lic.
Aquest col·lectiu estava sota la direcció de la ja desapareguda Agrupació dels Acequianos.
El bàndol moro està compost per deu comparses:

### Moros J'Alhamed
L'abril del 1975, després d'una conversa entre Antonio Fabregat i Manuel Dayas Cortés va sorgir la idea de formar una comparsa de moros amb els companys de treball.
L'any 1976 es va constituir en comparsa i va desfilar amb l'abillament importat de terres aràbigues. Aquesta comparsa va pertànyer en un primer moment a la "Agrupació dels Caballeros del Rey Teodomiro".
Com que en un primer moment només n'eren set, van haver de buscar més membres fora de l'entorn de treball fins a arribar als deu necessaris per formar una fila.
Com que pensaven que serien una comparsa de 'golafres', van decidir anomenar-se J'Alhamed. Després van pensar en l'escut dels alfanges, la lluna i l'ocell que representa a Oriola.

### Moros Abdelazíes
Es va fundar el 21 de desembre de 1976.
Aleshores es trobava integrada dins de la ja desapareguda Agrupació "Cruzados de Cristo".
Els seus colors oficials són el blanc i negre.
El vestit abdelazí va sortir al carrer per primera vegada en la desfilada de la Província, el 24 de juny de 1977. Des d'aquell moment el model ha romàs inalterat. Es pot afirmar que el vestit de desfilada abdelazí és el més antic de les festes de Moros i Cristians d'Oriola.

### Moros Realistas
Fundada el 1974, és la més antiga del bàndol moro. Quatre amics van decidir eixir al carrer per renàixer la festa al Rabaloche, el barri més antic d'Oriola. Aquest raval va ser típic morisc perquè en ell va viure l'Armengola. Aquesta comparsa estava integrada en l'Agrupació de "los Armengoles".
Els seus colors oficials són el negre, roig, plata i or.

### Moros Beduinos
Aquesta comparsa es va crear al juny de 1974 per iniciativa dels senyors Mariano Martínez, José García Lidón, Elvira Penalva Navarro i Antonia Bas Zaragoza. En els seus començaments es trobava integrada dins de la ja desapareguda Agrupació "Los Acequianos".
La Comparsa Beduinos va ser la segona a inscriure's per prendre part en la primera desfilada de moros i cristians de 1975, en la qual va obtenir el segon premi.
Els seus colors oficials són el negre i blanc.

### Moros Almorávides
Aquesta comparsa va ser fundada el 23 d'octubre de 1974.
Reunits un grup d'amics entusiastes de la festa, van acordar prendre part de la mateixa, i a tal fi, van decidir fundar la que era l'Agrupació "Cruzados del Pilar". Hi figuraven dues comparses: en el Bàndol Cristià, la Comparsa Herodios i en el Bàndol Moro, la Comparsa Almorávides, que incloïa en la mateixa una fila de Moros Negros denominada fila Negros Mahoríes.
Els seus colors oficials són el blanc, roig, groc, blau i verd.

### Moros Viejos de Abén-Mohor
Aquesta comparsa va nàixer al novembre de 1974 integrada en l'Agrupació "Caballeros del Rey Teodomiro". Es va fundar el 1975.
Els seus colors oficials són el daurat, negre, blanc i blau marí.

### Moros Nazaríes de Abén-Humeya
Aquesta comparsa va nàixer en el si de l'Agrupació "Cruzados de Cristo", l'any 1974. El 23 d'abril de 1978 es va inaugurar el local social de la Comparsa amb el nom d'Hogar del Comparsista.
Els seus colors oficials són el negre, roig i blanc.

### Moros Musulmanes Escorpiones
Va néixer el 24 de març de 1975 per mitjà d'un grup d'amics que van decidir crear la comparsa dins de l'Agrupació de "los Armengoles".
Els seus colors oficials són el daurat i el negre.

### Moros Almohábenos
Aquesta comparsa va ser creada el 28 de març de 1975 i es va integrar, per votació, en l'Agrupació de "los Acequianos".
El seu escut, l'Ocell assegut en la lluna, va ser dissenyat per Alfonso Ortuño Salar.
Els seus colors oficials són el groc, blanc i morat.

### Moros Negros Egipcios
Es va fundar el 1977.
Després de la separació de l'Agrupació "Cruzados del Pilar", la fila de "Negros Mahoríes" es va constituir en comparsa.
Van arribar a formar dues files més compostes per 23 nous socis. Ells mateixos van dissenyar un vestit amb les mateixes característiques dels Negros Mahoríes per a Egipcis.
els seus colors oficials són el blanc, roig i negre.

## Actes[25]

### Ofrena floral
En la vesprada del diumenge, es realitza l'ofrena de flors a les patrones d'aquestes festes, Santes Justa i Rufina per part de totes les comparses i càrrecs festers.

### Representació Centro Ocupacional Oriol
L'endemà de matí, els alumnes del centre ocupacional oriol fan una representació de les nostres festes de la reconquesta.

### Aniversari de la Reconquesta i Gran Desfilada Infantil
A les 00.00 hores, és exposat públicament l'estendard de l'Oriol per a la contemplació de tots els ciutadans.
El mateix dia, durant el matí, la bandera és baixada per la balconada de l'Ajuntament amb unes cintes de seda perquè no s'incline davant ningú i és traslladada pel Síndic portador de l'Estendard de l'Oriol, qui va acompanyat per la Corporació Municipal (antic Cabildo Municipal), un representant del Cabildo Catedral i altres persones, com els màxims representants del Cos Nacional de Policia, Guàrdia Civil i Policia Local d'Oriola, cadascun dels quals porta cadascuna de les cintes.
El recorregut en solemne desfilada es dirigeix fins a la Catedral de la Diòcesi, on recull a les Santes Justa i Rufina per acompanyar-les en processó fins a l'Església de les Santes Justa i Rufina. Allí se celebra una missa en commemoració de la Reconquesta de la ciutat, eucaristia en la qual es renova el privilegi d'inclinar-se davant Déu. Finalitzada l'Eucaristia torna a realitzar-se una Solemne desfilada des del centre històric fins al monument de l'Armengola i de nou és traslladada a l'Ajuntament, on es torna a hissar fins que a la mitjanit torna a ser custodiada a la Sala Oriol de l'Ajuntament.
En arribar a l'Ajuntament, és col·locada al centre de la balconada principal de la façana, on es manté tot el dia i després, a la nit, és retirada a l'interior, on roman fins a l'any següent.
A partir de les nou i mitja de la nit es realitza la desfilada infantil, on els més menuts recreen les desfilades d'entrada mora i cristiana.

### Guerrilla de Pólvora i Presa del Castell
En la nit de l'endemà, concretament a partir de les 9, es realitza pel centre de la ciutat una "desfilada" on els membres de cada comparsa, simbolitzen la batalla de la reconquesta disparant pólvora amb uns trabucs a l'aire.
Després, es realitza l'acte de la Presa del castell, on es recrea la conquesta de la ciutat per part dels musulmans, mitjançant el pacte de Teodomir i la Reconquesta de la ciutat.

### Gran Retreta Festera
En aquesta desfilada, els festers es disfressen i gaudeixen de la festa.

### Entrada Cristiana
En aquesta desfilada, les 8 comparses cristianes realitzen la seua entrada pel centre de la ciutat amb els seus vestits de gala.

### Entrada Mora
En aquesta desfilada, les 10 comparses mores realitzen la seua entrada pel centre de la ciutat vestits amb els seus vestits de gala, igual que els cristians.

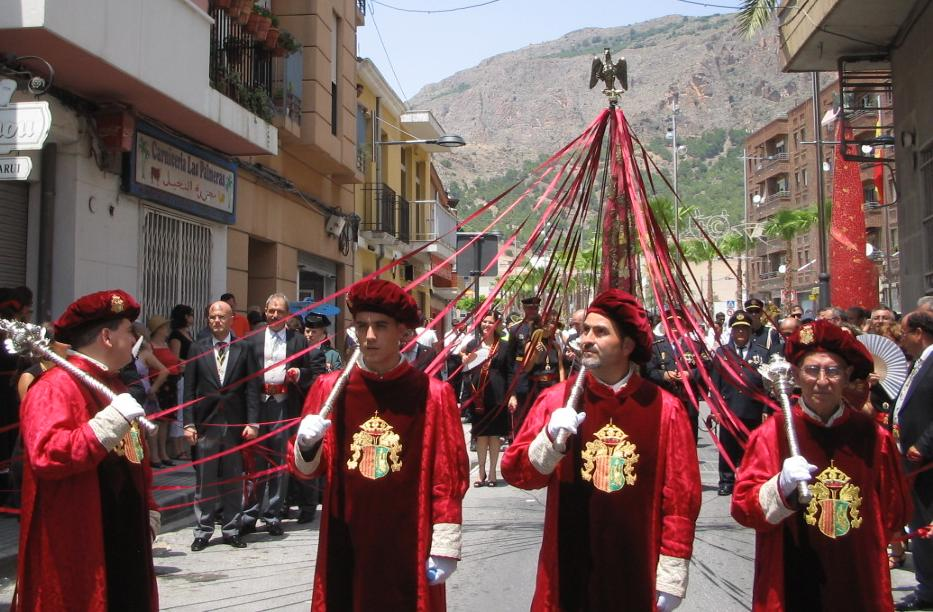
La senyera oriolana, escoltada pels macers (en 1a plana).
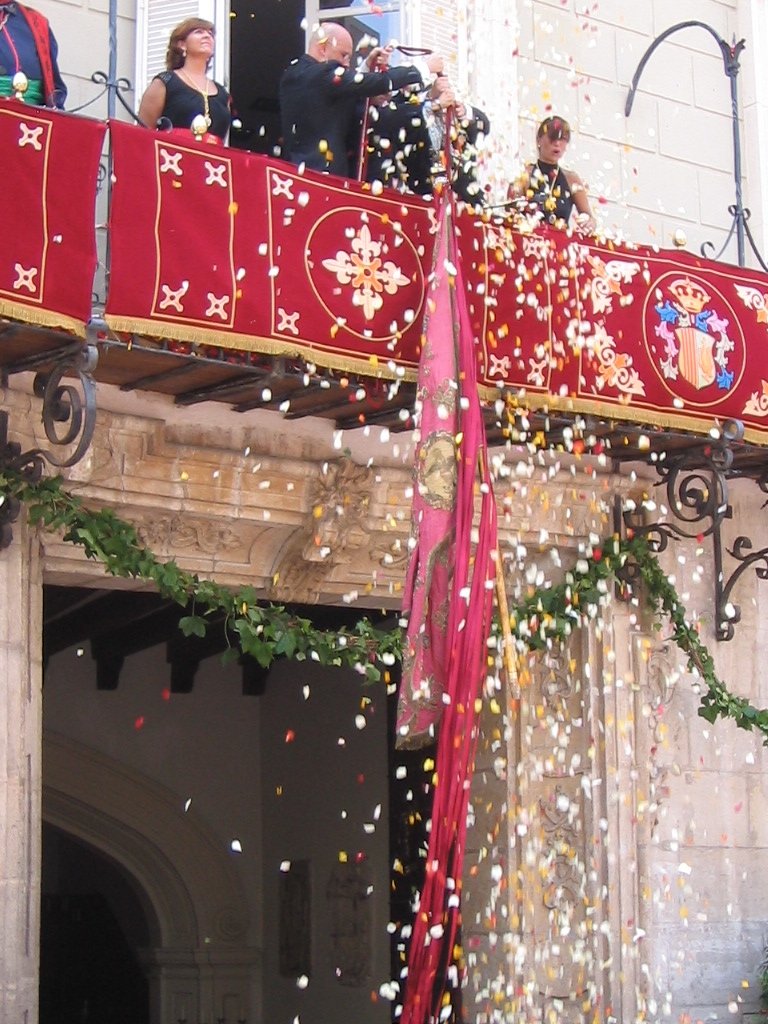
Pujada de l'estendard per la balconada de l'ajuntament, sense ser inclinada.
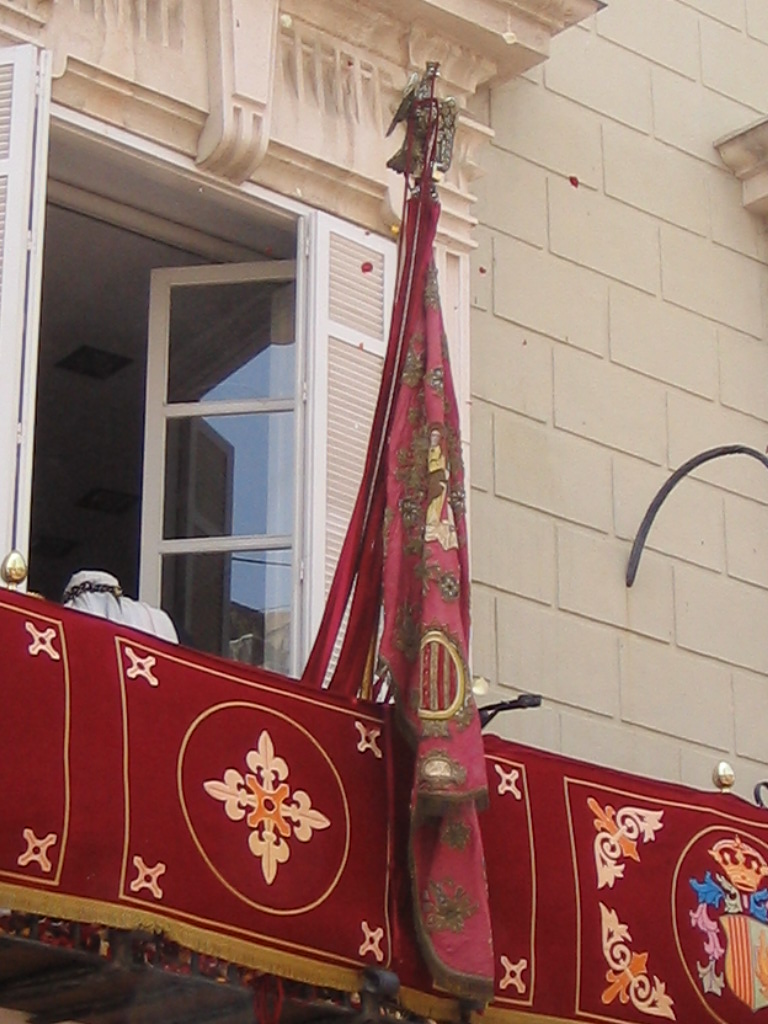
L'estendard, penjat al balcó de l'ajuntament.

## La llegenda de l'Armengola

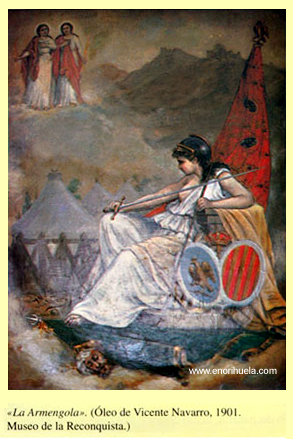
La Armengola, Museu de la Reconquesta.

Aquesta llegenda explica com aquesta dona va reconquistar Oriola.
Refereix la tradició que l'alcaid d'Oriola, Benzaddon, residia a l'alcassaba, i no lluny d'allí, al Raval Roig (actual barri del Rabaloche), vivia Pedro Armengol amb la seua esposa i filles. La dona era nodrissa dels fills de l'alcalde, per la qual cosa tenia lliure accés al castell oriolà. Els mudèjars locals es van concentrar amb els del regne de Múrcia per passar a degolla als residents cristians, i es va fixar per a això el 16 de juliol. Benzaddón va voler exceptuar la nodrissa i la seua família de l'extermini contra els cristians. La dona de Pedro Armengol va quedar traspassada amb la confidència. Va decidir salvar el seu poble amb un estratagema enginyós. Va fer vestir amb les robes de les seues filles a dos robusts joves, Ruidoms i Juan d'Arnum, i amb ells i el seu marit es va presentar a l'alcassaba. Els guàrdies van ser degollats en el major sigil. Era aquell dia vespra de la festivitat de les Santes Justa i Rufina, molt venerades per la mossarabia local, màrtirs sevillans, que es van aparèixer en forma d'estels per posar-se sobre la fortalesa i il·luminar la refrega sostinguda pels quatre cristians amb els musulmans del recinte. Armengola, empunyant les armes i lluitant feroçment, va fer prodigis de valor. La torre d'homenatge va ser coronada amb la creu al seu més elevat merlet. La mort del alcaid, la caiguda del castell en mans dels cristians i la notícia que s'acostava l'exèrcit salvador del rei En Jaume va impedir als mudèjars posar en pràctica la seua projectada massacre.
La tradició continua arrelada entre el veïnat d'Oriola i la festivitat de l'alliberament de la ciutat de mans dels musulmans es commemora el 17 de juliol. En la vespra, s'encenen lluminàries entre les ruïnoses parets del castell i, l'endemà, la Corporació municipal sota maces i amb el pendó de la ciutat al capdavant acudeixen a una solemne i concorregudíssima funció religiosa a la parròquia de Santes Justa i Rufina. Allí el concejo i els altres ciutadans escolten cada any la gesta de la valerosa dona de Pedro Armengol.
Aquesta llegenda va ser adaptada al teatre pel dramaturg Atanasio Díe Marín i portada al cinema pel director oriolà Pablo Riquelme l'any 2011.

## Mig any fester
El Mig any fester és una part de la festa que commemora i que es realitza mig any abans de les festes. Se sol realitzar l'últim cap de setmana del gener. En ell es realitzen els següents actes:
El dissabte a la nit es realitza al Teatre Circ el lliurament de premis a caps i files de les festes de l'any anterior i la presentació dels ambaixadors del present any.
L'endemà, diumenge, es realitza una cercavila per part de les comparses ambaixadores, amb la presència de l'Armengola, dels ambaixadors ixents i entrants, i membres de l'associació de festes.